# Vehicul hibrid reîncărcabil

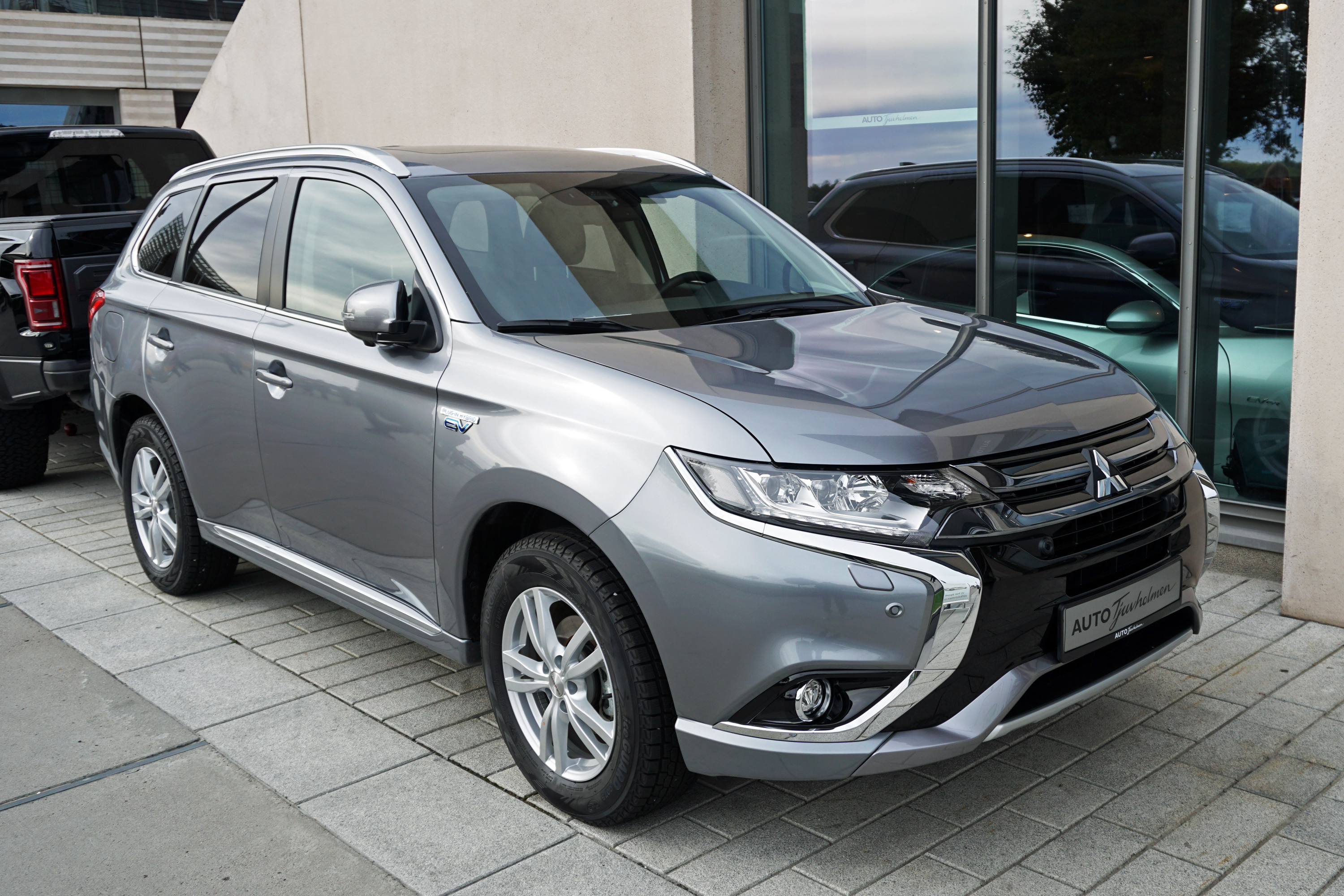
Mitsubishi Outlander P-HEV este cel mai bine vândut hibrid cu plug-in din lume. Vânzările globale cumulate au ajuns la 200.000 de unități în aprilie 2019.

Vehicul hibrid reîncărcabil (în engleză plug-in electric vehicle – PHEV) este un vehicul electric hibrid a cărui baterie poate fi reîncărcată conectând-o la o sursă externă de energie electrică, precum și prin motorul și generatorul său de la bord. Majoritatea PHEV-urilor sunt autoturisme, dar există și versiuni PHEV de vehicule comerciale și autoutilitare, camioane utilitare, autobuze, trenuri, motociclete, scutere și vehicule militare.
În mod similar vehiculelor electrice, vehiculele hibride reîncărcabile înlocuiesc emisiile de la eșapamentele auto cu cele ale generatoarelor care alimentează rețeaua de electricitate. Aceste generatoare pot produce curentul electric din surse regenerabile sau îl pot produce cu emisii mai mici decât ale unui motor cu ardere internă. Încărcarea bateriei din rețea poate costa mai puțin decât utilizarea motorului de bord, contribuind la reducerea costurilor de exploatare.
Autovehiculele hibride reîncărcabile produse în masă au fost disponibile publicului din China și Statele Unite în 2010. Până la sfârșitul anului 2017 existau la vânzarea cu amănuntul peste 40 de modele de autovehicule hibride reîncărcabile care satisfăceau cerințele legale pentru producția de serie. Mașinile hibride reîncărcabile sunt disponibile mai ales în Statele Unite, Canada, Europa de Vest, Japonia și China. Modelele de vârf vândute sunt Mitsubishi Outlander P-HEV, familia Chevrolet Volt și Toyota Prius PHV.
Începând cu decembrie 2018, stocul global de autoturisme hibride reîncărcabile a fost de 1,8 milioane de bucăți, din cele 5,1 milioane de vehicule electrice reîncărcabile aflate pe drumurile lumii la sfârșitul anului 2018. În decembrie 2017 Statele Unite s-au clasat ca cea mai mare piață auto pentru mașinile hibride reîncărcabile cu un stoc de 360 510 de bucăți, urmată de China cu 276 580 de vehicule și Japonia cu 100 860 de unități.

## Legături externe
- Materiale media legate de Vehicul hibrid reîncărcabil la Wikimedia Commons

- BMW i3 REx vs. Chevrolet Volt: two different approaches to plug-in hybrids, Torque News, June 2014
- eGallon Calculator: Compare the costs of driving with electricity, U.S. Department of Energy
- How Plug-In Hybrid Cars Work la HowStuffWorks
- US Office of Energy Efficiency and Renewable Energy
  - Plug-In Hybrid Electric Vehicle Value Proposition Study Final Report, July 2010.
  - Plug-in Hybrid Electric Vehicles.
  - Alternative Fuels and Advanced Vehicles Data Center (AFDC), including list of books and publications.
- US National Highway Traffic Safety Administration
  - Interim Guidance Electric and Hybrid Electric Vehicles Equipped with High Voltage Batteries – Vehicle Owner/General Public Arhivat în 9 decembrie 2013, la Wayback Machine.
  - Interim Guidance Electric and Hybrid Electric Vehicles Equipped with High Voltage Batteries – Law Enforcement/Emergency Medical Services/Fire Department Arhivat în 9 decembrie 2013, la Wayback Machine.
- "Plugging into the Grid" by Joseph J. Romm and Peter Fox-Penner in the Progressive Policy Institute's March 2007 newsletter, explaining how PHEVs can help "break America's oil addiction and slow global warming"
- Energy Storage and Transportation – Idaho National Laboratory
- Plug-In.com – Plug-in and Hybrid News, Comparisons, Discussion.
- List of Plug-in Vehicles (Plug In America).
- Transport Action Plan: Urban Electric Mobility Initiative, United Nations, Climate Summit 2014, September 2014